# Kulleseidkanalen
Kulleseidkanalen ligger ved landsbyen  Finnås på øen Bømlo i Bømlo kommune Vestland fylke i Norge. Kanalen blev færdigbygget i 1856 for at lette skibstrafikken  mellem  vestsiden af Bømlo og østsiden ved Finnåsvka i nordenden af Borøyfjorden. Kanalen blev udvidet og gjort dybere og bredere i perioden 1927-1935 og består af tre kanaler (østlige, midterste og vestlige kanal). Kanalanlægget er samlet 1,7 kilometer lang.
I dag er kanalen et lille handels- og turiststed, med blandt andet dagligvareforretning, benzinstation og en populær gæstehavn. Der er planer om at lave et badeland ved Kulleseidkanalen.
Kulleseid var navnet på matrikelgården med gårdsnummer 122 i Bømlo kommune.